# Heinz Riesenhuber

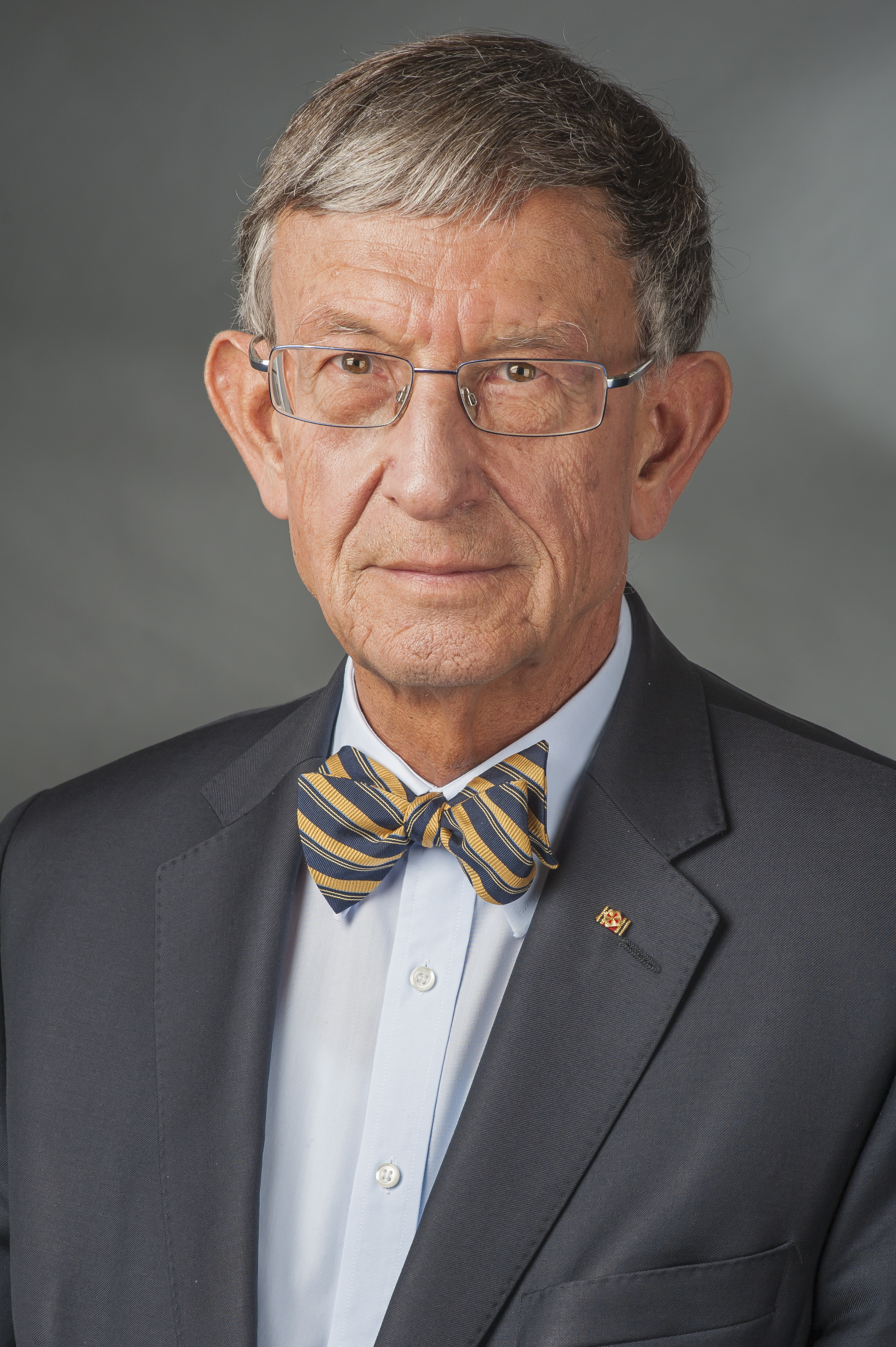
Heinz Riesenhuber (2014)

Heinz Friedrich Ruppert Riesenhuber (* 1. Dezember 1935 in Frankfurt am Main) ist ein ehemaliger deutscher Politiker (CDU). Von 1976 bis 2017 war er Mitglied des Deutschen Bundestages. Als ältestes Mitglied im 17. (2009–2013) und 18. Deutschen Bundestag (2013–2017) fungierte er als Alterspräsident.
Er war von 1982 bis 1993 Bundesminister für Forschung und Technologie.

## Leben und Beruf
Heinz Riesenhuber wurde als Sohn bayerischer Eltern in Frankfurt am Main geboren. Sein Vater Karl Riesenhuber (* 13. Oktober 1907) war Direktor bei Degussa. Sein Bruder Klaus Riesenhuber (1938–2022) war Jesuit und Philosoph. Während des Zweiten Weltkriegs war die Familie in Dürnbach nahe dem Tegernsee evakuiert, Riesenhuber besuchte bis Kriegsende die Schule in Gmund am Tegernsee. Nach dem Abitur 1955 am humanistischen Heinrich-von-Gagern-Gymnasium in Frankfurt am Main absolvierte Riesenhuber ein Studium der Naturwissenschaften (Hauptfach Chemie) und der Volkswirtschaftslehre in Frankfurt und an der Technischen Universität München, das er 1961 als Diplom-Chemiker beendete. Während seines Studiums war er Stipendiat der Bischöflichen Studienförderung Cusanuswerk. Von 1962 bis 1965 arbeitete er als wissenschaftlicher Assistent am Institut für Anorganische Chemie der Johann Wolfgang Goethe-Universität Frankfurt am Main. 1965 wurde er mit der Arbeit Gitterstörungen in mikrokristallinem FePO4 zum Doktor der Naturwissenschaften (Dr. rer. nat.) promoviert.
1966 bis 1982 war er für die Metallgesellschaft AG, Frankfurt/Main, tätig, in diesem Rahmen ab 1966 für die Erzgesellschaft mbH (ab 1968 als Geschäftsführer), und von 1971 bis 1982 als Technischer Geschäftsführer der Synthomer Chemie GmbH. 1994 bis 2002 war er Ko-Präsident des Deutsch-Japanischen Kooperationsrates für Hochtechnologie und Umwelttechnik DJR, Bonn. Seit 1995 ist er Honorarprofessor an der Johann Wolfgang Goethe-Universität in Frankfurt. Von 2006 bis 2018 war er Präsident der Deutschen Parlamentarischen Gesellschaft.
Riesenhuber ist Mitglied in Verwaltungsräten und Beiräten von deutschen und ausländischen Unternehmen und Instituten, darunter
- Investorenbeirat der Heidelberg Innovation BioScience Venture II GmbH & Co. KG (Mitglied),
- Verwaltungsrat der HBM Healthcare Investments AG, Baar/Schweiz (Vizepräsident),
- Verwaltungsrat der Senckenbergischen Naturforschenden Gesellschaft, Frankfurt (Mitglied),
- Trilaterale Kommission[5].

Er ist außerdem Vorsitzender der Hessischen Multiple Sklerose Stiftung, Frankfurt.
Im August 2018 wurde Riesenhuber von der Hessischen Landesregierung in den Rat für Digitalethik berufen.
Heinz Riesenhuber lebt in Frankfurt-Unterliederbach. Er ist verheiratet und hat zwei Söhne, einer davon ist Maximilian Riesenhuber (* 1970), und zwei Töchter. Riesenhuber machte den Querbinder zu seinem Markenzeichen.

## Partei
Seit 1961 ist er Mitglied der CDU. Von 1965 bis 1969 war er Landesvorsitzender der Jungen Union in Hessen. Seit 1965 ist er Mitglied des Landesvorstandes und seit 1968 auch des Präsidiums der CDU in Hessen. Von 1973 bis 1978 war er Vorsitzender des CDU-Kreisverbandes Frankfurt am Main. 1979 bis 2021 war er Vorsitzender des CDU-Bezirksverbands FrankfurtRheinMain (ehemals Untermain).
1977 bis 1982 war er Vorsitzender des CDU-Bundesfachausschusses Energie und Umwelt. Er ist Vorstandsmitglied des Wirtschaftsrats der CDU Deutschland.

## Abgeordneter

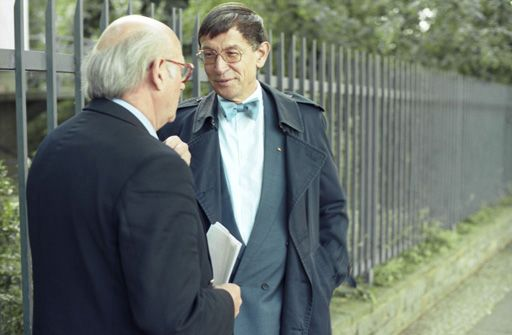
Der Bundestagsabgeordnete Heinz Riesenhuber im Gespräch am Zaun des Bundeskanzleramtes in Bonn, 1995

Von 1976 bis 2017 war Riesenhuber Mitglied des Deutschen Bundestages und mit über 40 Jahren in der Geschichte dieses Parlaments nach Wolfgang Schäuble und Richard Stücklen der Abgeordnete mit der drittlängsten Zugehörigkeit. Er war von 1980 bis 1982 energiepolitischer Sprecher der CDU/CSU-Bundestagsfraktion. Von November 2001 bis Oktober 2002 war er Vorsitzender des Ausschusses für Wirtschaft und Technologie.
Im Frühjahr 2006 wurde Riesenhuber als Nachfolger von Elke Leonhard (SPD) zum Präsidenten der Deutschen Parlamentarischen Gesellschaft gewählt.
Heinz Riesenhuber wurde 1976 und 1980 über die Landesliste Hessen in den Deutschen Bundestag gewählt. Danach zog er stets als direkt gewählter Abgeordneter in den Bundestag ein, und zwar zunächst für den Wahlkreis Frankfurt am Main I – Main-Taunus-Kreis, seit 2002 dann für den Wahlkreis Main-Taunus. Bei der Bundestagswahl 2009 erzielte er in seinem Wahlkreis 47,5 Prozent der Erststimmen. Als ältester Abgeordneter übte er die Funktion des Alterspräsidenten des 17. Deutschen Bundestages aus. Bei der Bundestagswahl 2013 erzielte er 52,5 % der Erststimmen. Auch im 18. Deutschen Bundestag nahm er die Funktion des Alterspräsidenten wahr.
Riesenhuber war in der 18. Wahlperiode Mitglied im Ausschuss für Wirtschaft und Energie und verdiente gleichzeitig neben seiner Abgeordnetendiät u. a. als Beiratsvorsitzender eines Umwelt- und Entsorgungsunternehmens in der Stufe 7 oberhalb von 75.001 Euro jährlich. Riesenhuber kandidierte 2017 nicht mehr für den Bundestag, Direktkandidat der CDU im Wahlkreis Main-Taunus ist seitdem Norbert Altenkamp.

## Bundesminister für Forschung und Technologie

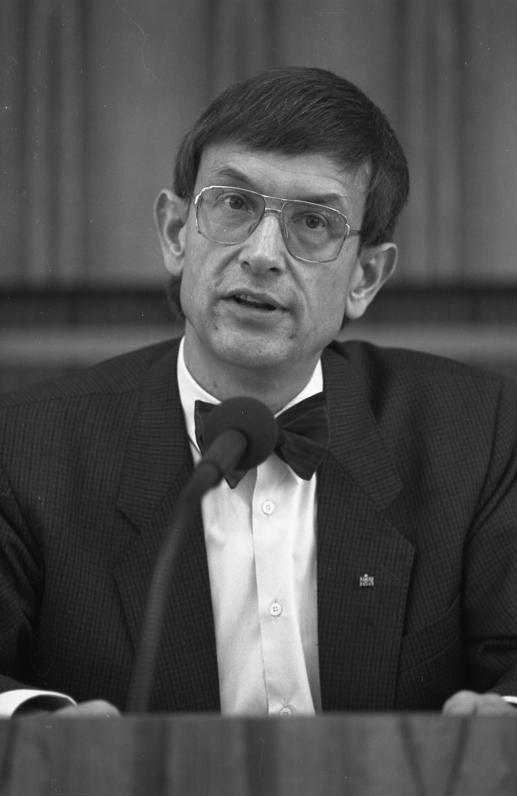
Heinz Riesenhuber als Bundesforschungsminister, 1987

Am 4. Oktober 1982 wurde Riesenhuber als Bundesminister für Forschung und Technologie in die von Bundeskanzler Helmut Kohl geführte Bundesregierung berufen. Mit 46 Jahren war er seinerzeit der jüngste Bundesminister. Bei einer Kabinettsumbildung schied er am 21. Januar 1993 aus dem Kabinett aus. In seine Zeit fiel die Förderung des Transrapids und der Growian.

## Ehrungen
Ehrendoktorwürden:
- Weizmann-Institut in Rehovot (Israel)
- Akademie für Bergbau und Hüttenwesen Krakau (Polen)
- Universität Surrey (England)
- Universität Göttingen, 1997, Fakultät für Forstwissenschaft und Waldökologie

Auszeichnungen:
- Großes Bundesverdienstkreuz (1986) (Deutschland)
- Großes Bundesverdienstkreuz mit Stern (Deutschland)
- Hessischer Verdienstorden
- Großoffizier der Ehrenlegion (Frankreich)
- Großes Goldenes Ehrenzeichen am Bande für Verdienste um die Republik Österreich (Österreich)
- Orden vom Heiligen Schatz mit Stern und Schulterband (Japan)
- Karl-Winnacker-Preis 1993
- Heinrich-Hertz-Professur der Universität Karlsruhe 1997/98
- Goldmedaille der Academia Europaea
- Wernher von Braun Medaille in Gold
- Cicero Rednerpreis 1995
- Goldener Ehrenring des Deutschen Museums München
- „Crystal Helmet Award“ der ASE (Association of Space Explorers);
- Ehrensenator der AiF (Arbeitsgemeinschaft industrieller Forschungsvereinigungen „Otto von Guericke“ e. V.).
- Wilhelm-Leuschner-Medaille 2015
- Alfred-Dregger-Medaille in Gold 2017[9]

## Kabinette
- Kabinett Kohl I – Kabinett Kohl II – Kabinett Kohl III – Kabinett Kohl IV